# Тесайджер, Уилфрид
Сэр Уилфрид Патрик Тесайджер (англ. Wilfred Patrick Thesiger, 3 июня 1910 года, Аддис-Абеба, Эфиопская империя — 24 августа 2003 года, Лондон) — британский путешественник и литератор, географ, исследователь Азии.
Родился в столице Эфиопии в семье британского консула. Учился в Итоне, затем окончил оксфордский Магдален-колледж со степенью по истории. Серьёзно занимался боксом — в 1930-33 гг. представляя по нему Оксфорд, затем будучи капитаном его боксёрской команды. В 1930 году вернулся в Эфиопию, чтобы присутствовать на коронации Хайле Селассие I — по личному приглашению последнего. В 1933 году возглавил экспедицию по изучению течения реки Аваш и стал первым европейцем, посетившим вассальный эфиопский Султанат Аусса. С 1935 по 1940 год служил в чиновничьем аппарате англо-египетского Судана. С началом Второй мировой войны вступил в Силы самообороны Судана и участвовал в боях на суданско-эфиопской границе против итальянских войск, будучи награждён за освобождение эфиопского города Агибар. Впоследствии служил в Сирии и Северной Африке, в 1943—1945 годах был советником наследного принца Эфиопии.
В 1945 году впервые посетил Аравию — формально с целью изучения пустынной саранчи. С 1945 по 1949 год путешествовал по южным районам Аравийского полуострова, в том числе по Оману, дважды пересёк Руб-эль-Хали. Впоследствии путешествовал также по Ираку, Ирану, странам Французской Западной Африки, Пакистану и Кении; в последней остался жить на много лет и вернулся в Англию только в 1990-х годах; в 1995 году был посвящён в рыцари. О своих путешествиях им написано несколько книг, также он является автором огромной коллекции фотографий, сделанных в их ходе.
Почётный член Британской академии (1982).